# Delmar (Delaware)
Delmar es un pueblo ubicado en el condado de Sussex en el estado estadounidense de Delaware. En el año 2000 tenía una población de 1.407 habitantes y una densidad poblacional de 634 personas por km².

## Geografía
Delmar se encuentra ubicado en las coordenadas 38°27′32″N 75°34′18″O / 38.45889, -75.57167.

## Demografía
Según la Oficina del Censo en 2000 los ingresos medios por hogar en la localidad eran de $26,818, y los ingresos medios por familia eran $35,521. Los hombres tenían unos ingresos medios de $26,251 frente a los $22,188 para las mujeres. La renta per cápita para la localidad era de $15,060. Alrededor del 13.3% de la población estaban por debajo del umbral de pobreza.